# Reprezentacja Kostaryki w piłce wodnej mężczyzn
Reprezentacja Kostaryki w piłce wodnej mężczyzn – zespół, biorący udział w imieniu Kostaryki w meczach i sportowych imprezach międzynarodowych w piłce wodnej, powoływany przez selekcjonera, w którym mogą występować wyłącznie zawodnicy posiadający kostarykańskie obywatelstwo. Za jej funkcjonowanie odpowiedzialny jest Kostarykański Związek Pływacki (FECONA), który jest członkiem Międzynarodowej Federacji Pływackiej.

## Historia
Reprezentacja Kostaryki rozegrała swój pierwszy oficjalny mecz na igrzyskach Ameryki Środkowej i Karaibów.

## Udział w turniejach międzynarodowych

### Igrzyska olimpijskie
Reprezentacja Kostaryki żadnego razu nie występowała na Igrzyskach Olimpijskich.

### Mistrzostwa świata
Dotychczas reprezentacji Kostaryki żadnego razu nie udało się awansować do finałów MŚ.

### Puchar świata
Kostaryka żadnego razu nie uczestniczyła w finałach Pucharu świata.

### Igrzyska Ameryki Środkowej i Karaibów
Kostarykańskiej drużynie udało się zakwalifikować na Igrzyska Ameryki Środkowej i Karaibów.